# اریال (نیوجرسی)
اریال (به انگلیسی: Erial) یک منطقهٔ مسکونی در ایالات متحده آمریکا است که در گلاستر، نیوجرسی واقع شده‌است. اریال ۵۵ متر بالاتر از سطح دریا واقع شده‌است.